# Powiat kowieński (1791)
Powiat kowieński – powiat województwa trockiego Rzeczypospolitej Obojga Narodów, powstały po wydzieleniu powiatu preńskiego, istniejący w latach 1791–1795.
Wśród zmian w podziale administracyjnym kraju wprowadzonych 24 marca 1791 roku przez Sejm Czteroletni ustawą Rozkład województw, ziem i powiatów z oznaczeniem miast, a w nich miejsc konstytucyjnych dla sejmików w prowincjach koronnych i w W.X. Litewskim. Prawo w 1791 uchwalone, było wydzielenie z dotychczasowego powiatu kowieńskiego nowego powiatu – preńskiego. W ustawie tej określono, że nowy powiat kowieński będzie obejmował jedynie parafie: kowieńską, baptowską, kiejdańską, opitołowską, wędziagolską, zejmeńską, skorulską, kurmiałowską, rumszyską i łabunowską.
Ustawa wyznaczyła jednocześnie, że sejmikować będzie się w kościele parafialnym w Kownie i dwóch posłów na sejmy wysyłać.
Na sejmie grodzieńskim w 1793 roku postanowiono utworzyć województwo kowieńskie, ale III rozbiór Polski uniemożliwił jego powstanie. W 1795 roku powiat stał się ujezdem w guberni wileńskiej.